# CDisplay RAR Archived Comic Book File
CDisplay RAR Archived Comic Book File、通称 CBR は、圧縮アーカイブを用いたファイルフォーマットの1つ。主に漫画や雑誌等のコンテンツをパッケージするのに使われる。圧縮方式としてRARを用いる。
拡張子は基本的に.cbrで、ファイルを解凍できるソフトウェアか、専用のCBRビューワーを使って開く事が出来る。ビューワーを用いると、本のように表示させる事ができるので、単純なRAR形式よりコンテンツ利用者の利便性が高い。